# Максимов Микола Володимирович (військовик)
Мико́ла Володи́мирович Макси́мов — солдат Збройних сил України, учасник російсько-української війни.

## Нагороди
За особисту мужність, сумлінне та бездоганне служіння Українському народові, зразкове виконання військового обов'язку відзначений — нагороджений
- 10 жовтня 2015 року — орденом «За мужність» III ступеня.